# Танковий знак легіону «Кондор»
Танковий знак Легіону «Кондор» (нім. Panzertruppenabzeichen der Legion Condor) — нагрудний знак, німецька військова нагорода часів Третього Рейху; нагороджувалися солдати і офіцери Легіону «Кондор».

## Історія
Знак засновано 18 липня 1936 року. Нагороджувалися всі німецькі танкісти групи полковника Вільгельма фон Тома, які брали участь в боях під час Громадянської війни в Іспанії, а також ряд іноземців — всього 415 чоловік.
Нагороду затверджено наказом генерала-полковника фон Браухіча від 10 липня 1939, в знак визнання видатних досягнень бронетанкових військ в Іспанії з 1936 по 1939 роки, через три місяці після розпуску Легіону «Кондор».
Спеціальний золотий знак було вручено й самому фон Тому, солдатами його бронетанкової групи.

## Опис нагороди
Зображення знаку з сайту lexikon-der-wehrmacht.de
Овальний нагрудний знак у вигляді вінка з дубового листя, знизу підв'язаного стрічкою. Посередині знаку зображено череп з п'ятьма кістками, знизу танк.
Знак виготовлявся зі срібла або посрібленої латуні. Срібні знаки вручались в 1939 році. Існує два основних варіанти розміру — 47×58 мм і 48×60 мм. Разом із знаком, нагороджений отримував сертифікат.
Знак носиться на нижній частині лівої нагрудної кишені кітеля, під Залізним хрестом 1-го класу (в разі нагородження останнім).

## Див. також

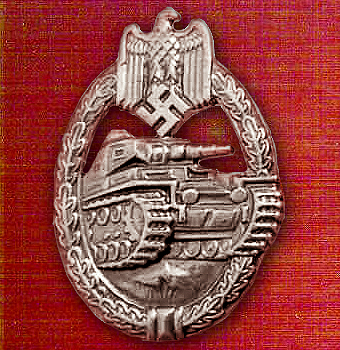
Знак За танкову атаку